# 魔法の天使クリィミーマミ 二つの世界の物語
魔法の天使クリィミーマミ 二つの世界の物語（ふたつのせかいのものがたり）はPC-9800シリーズ用のPCゲーム作品で、OVA『ロング・グッドバイ』に登場する劇中劇『二つの世界の物語』（以下OVA版）を原作としたスピンオフ作品である。本稿では原作である劇中劇と合わせて解説する。
以下、「OVA」という記述はOVA『ロング・グッドバイ』を指し、「OVA版」は劇中劇としての『二つの世界の物語』を指すものとする。

## 劇中劇『二つの世界の物語』
OVA『ロング・グッドバイ』の劇中、立花慎悟と綾瀬めぐみの婚約会見でめぐみの主演映画第2弾の制作決定が発表された。この段階ではまだ前作のようなSF映画という構想以外に何も決まっていなかったが、マネージャーの木所隼人がめぐみのことを想い、4日間会社を無断欠勤して『二つの世界の物語』を書き上げる。このシナリオは立花も木所の才能を認めたほど好評でめぐみは意欲を示し、優たちも協力を申し出た。さらに番組ディレクターの星井守がスタッフ集めと映画監督を買って出たことで慎重に考えていた立花も押し切られ、制作が開始されることになった。
物語の主要人物は4人だが、1人2役をこなす特殊なシナリオ構成のため、女優が2人いれば制作できる。その共演女優を探しているときに立花は偶然マミを発見、早速共演を申し入れて説得を始めた。めぐみは自分の映画で立花がマミの影を追い求めることを快く思わなかったが、マミとめぐみによる対決シーンが演技以上の迫力になると説明されたことで納得、マミの意に反してもう1人の女優がマミに決定された。

### あらすじ
別の時空系にあるはずの機械人間の世界がこの世界と衝突しかけ、双方の世界は消滅の危機を迎えつつあった。「未知の大きな力」は片方の世界を救うためにもう片方の世界を消すことを考え、どちらの世界を残すか決めるために2つの世界から2人ずつの代表を選んで戦わせることにした。選ばれた4人は自分の世界の運命を背負い、見知らぬ相手と戦わねばならなくなった。

### 登場人物
OVA版で確認されるキャラクターは以下の4名のみ。めぐみのラブシーンを嫌った木所の脚本により、男性のほとんど登場しない女性ばかりの物語となっている。
あや
めぐみが演じる、「この世界」の代表として選ばれた女性。「泉の水」をくぐり抜け、戦士の衣装を身につけたことで戦士として目覚める。剣を武器とするほか、鎧（パワードスーツ）に変形するバイク型の小型航空機「ライトフライヤー」を操ることで空を飛ぶ。最終決戦でオーラと激しい死闘を演じる。
ゆり
マミが演じる、「この世界」の代表として選ばれたもう一人の女性。あや同様、気付いたら見知らぬこの地にいたという。あやと行動を共にするが、途中で崖から転落してはぐれる。小さな短剣を武器とし、シータを倒すが、最後はあやに抱かれ果てる。
余談として、OVAの劇場公開時、「魔法のプリンセス ミンキーモモ」のOVA「夢の中の輪舞」との併映に伴って製作された短編「魔法の天使クリィミーマミVS魔法のプリンセス ミンキーモモ　劇場の大決戦」にも登場し、優からこの姿に直接変身した上に巨大化し、同じく巨大化して夢の戦士に変身したモモと必殺技合戦を繰り広げた。
ゆりの姿のマミは当時バンダイからラブリーギャルズコレクションとして1/6フィギュアが発売されていた。
オーラ
マミが演じる、機械人間代表の女性。ボディ色は青系。機械の馬に乗るほか、単独で空を飛べる。脇腹の腰のあたりにビームサーベルのようなものを収納しているほか、多数の小型ミサイルを放つこともできる。最終決戦では俊夫と優が代役を務めた。
シータ
めぐみが演じる、機械人間代表のもう一人の女性。ボディ色は緑系。ゆりに破壊され、首だけになったシーンで登場が確認できる。

### 劇中スタッフ
- 監督: 星井守
- 脚本: 木所隼人
- 主演: 綾瀬めぐみ（あや、シータ）
- 共演: クリィミーマミ（ゆり、オーラ）
- 撮影: 万歳映画 調布撮影所
- ロケ地: 伊豆大島、南アルプス
- 制作: パルテノン プロダクション

## PCゲーム『二つの世界の物語』
OVA『ロング・グッドバイ』の劇中映画『二つの世界の物語』をゲーム化したスピンオフ作品『魔法の天使クリィミーマミ 二つの世界の物語』がWishboneにより1995年にPC-98用ゲームとして発売された。OVA版で登場した設定や場面が生かされつつ、OVA版では描かれなかった多くのディテールが追加されている。原作者は木所隼人・伊藤和典の連名。ストーリーは劇中の4人の主人公（由理（ゆり）・綺（あや）・オーラ・シータ）の視点に合わせて4種類のシナリオが用意されているオムニバス形式。

### システム
コマンド選択式のアドベンチャーゲーム。4つのシナリオはほぼ一本道で、セーブポイントと呼ばれるシナリオの切れ目の特定の場面でしかセーブできない。主に最終決戦で分岐し、ゲームオーバーやバッドエンドもある。最終決戦ではOVA版と同様に由理×シータ、綺×オーラで対決を行う。しかし他のシナリオのこなし具合で結末が変わることもあり、勝ち残った者たちによる戦いでは劇中劇ではありえない組み合わせ（綺×シータ、由理×オーラ）が生じることもある。
対応機種はPC-9801VX以降。98NOTEのモノクロ環境は対象外とされる。ゲーム中の操作は基本的にマウスのみ。FD運用には対応しておらず、HDDが必須。ファイルはLZH形式でアーカイブされているがディレクトリ情報が含まれていないため、専用のインストーラでインストールする。空きコンベンショナルメモリは約500KB程度必要。26K/86相当のFM音源に対応している。

### ゲーム版での設定
OVA版で登場した設定の多くが受け継がれている。衝突する2つの世界とはそれぞれの星が所属する銀河を意味し、物語の舞台は「フィナリティ」、機械人間の世界は「テニクス」の名が与えられるなど細かい設定が追加されているほか、一部でOVA版とは異なる設定も見られる。
- 4人の物語はいずれも神殿を見つけることから始まっており、OVA版の「泉の水」は「清めの泉」と呼ばれ、最初の神殿にある。これをくぐった者は対戦相手との人種間の身体能力差が補正されるようになるという設定があり、由理と綺は機械人間と同等の身体能力を得たことになっている。
- OVA版ではあやを中心にゆり・オーラとの絡みが多く描かれたが、ゲームではむしろ綺のシナリオは単独行動気味で他のシナリオとの接点が比較的少なくなっている。また慎悟扮すると思しき王子が登場し、若干だがラブコメ気味の話になっている点で、OVA版の木所による設定と異なっている。一方で他の3つのシナリオはいたってシリアスに描かれ、密接に関わり合う。綺とはぐれた由理はオーラ達と出会い、特にシータと因縁を生じている。
- OVA版ではゆりに敗れて出番の少なかったシータが実は戦闘のプロという設定である。逆にOVA版で活躍したオーラは戦闘経験が無く、テニクスの一般人と設定されている。
- 時間設定も当時のものに改められており、銀河同士の衝突時期は当時から5年後の1999年ごろとされている。
- OVA版では話の運びがはっきりと描かれておらず、最終決戦までにシータとゆりが脱落したかのように描かれていた。しかしゲームでは10日後に「ホリヤップ山」で一斉に決戦と定められ、そこまでフィナリティの世界を旅することで情報や装備を集める猶予が与えられている。
- そのためOVA版では描かれていなかったサブキャラクター達が多数登場し、彼らを通じて4人それぞれの心の成長が描かれている。

### 世界観
物語上『クリィミーマミ』本来の世界観（撮影シーン等）は登場せず、映画の中のシリアスな異世界ファンタジーのみが描かれている。対決相手の首をはねる・村人を虐殺するといった残酷な描写も存在し、OVA版を知らない者にとっては全く別の作品に仕上がっている。
劇中では「地球」、「テニクス」、「フィナリティ」の3つの世界の存在が確認できる。それぞれ時間の進み方が違っている様子で、フィナリティの10日間が地球の数ヶ月間、テニクスの10年前がフィナリティでの数百年前に相当する描写がある。
聖なる地「フィナリティ」
物語の舞台。いくつかの村が存在する、中世ヨーロッパの片田舎のような典型的なファンタジー世界。決戦の地「ホリヤップ山」ではOVA版と同様のワイングラスのような地形が連なる。フィナリティに住む人間は地球人とほとんど変わりなく、動植物も地球と似たものが少なくない。常識的には「魔女」は既に過去の古くさい概念とされており、魔法らしき描写は特に見られないが、強いて言うならオーバーテクノロジーを思わせるSF的な武具が登場して「伝説」の一部となっている。その伝説は各所で語り継がれており、銀の衣をまとい空を飛び炎を発するという4人の戦士たちの戦いが数百年前に起きたと伝えられる。
機械世界「テニクス」と機械人間
オーラ・シータたち機械人間だけが暮らす世界。彼女らのシナリオでの回想およびエピローグで登場する。マザーコンピュータ（通称：マザー）によってほとんどの機械人間が管理されている。それに反感を持つ者は規格外部品と呼ばれ、しばしば争いが起きるものの、長きにわたり秩序が保たれている。元は有機生命体により生み出された世界だが、現在はわずかな自然保護区と資料としてのデータが伝わるのみである。この世界の住人にとってマザーは絶対的な存在であり、今回の戦いでも彼女らには「大いなる意思」は伏せられ、マザーの司令として伝えられている。
個々の機械人間は地球の人間より遥かに強靭な身体能力を持っており、ちょっと手を出しただけで普通の人間は簡単に吹き飛ばされ生命を落とすこともある。またロボット然とした無機的でドライな思考を持っており、死んだ（機能停止した）者はスクラップと同様の扱いになる。当然ながらフィナリティに住む大多数の人間とはそりが合わず、「魔女」として恨まれ恐れられることになる。当人達は何が悪いのか理解しておらず、フィナリティの人間は好戦的なのだと認識している。しかし一部の人間との交流を通じて彼女たちは何かが変わりはじめる。

### ゲーム版の登場人物
主要4人についてはOVA版の記述も参照。OVA版では4人以外の人物は特に描かれていなかったが、ゲームではOVAの登場人物たちがエキストラを演じているかのように、同じ顔で似た名前のサブキャラクター（例：森沢優→ユウ、星井守→ホシイなど）が多数登場する。マミとめぐみは3つの世界それぞれに同じような顔が登場し、1人3役のように使われている一方で、OVAと同じく日高守に相当するキャラクターは登場しない。以下カッコ内に『クリィミーマミ』における相当キャラクターを示す。

#### 主人公
桑野由理（クリィミーマミ）
オーラと同じ顔であることに驚き、「大いなる意思」はよく似た者同士を選び出したのだと悟る。両親は故人であるが、それ以外はごく普通のありふれた少女だった。OVA版のような短剣ではなく最初から普通の長さの剣を装備しており、後に炎を吹き出す伝説の剣を探しに炎のほこらへ向かう。
築島綺（綾瀬めぐみ）
地球では作家だったという設定。想いを寄せる編集者の男とけんかして飛び出し、飲酒運転でクラッシュして気付いたらフィナリティにいた。フィナリティでは冷静な考え持つなど由理より大人っぽさが描かれている。由理とはぐれている間に王子と剣の修行を進め、ある村で由理と再会する。後に空飛ぶ乗り物を探して竜の谷へ向かう。
オーラ（クリィミーマミ）
テニクスでエネルギー管理の仕事をしていた機械人間で、そのための機器を内蔵している。フィナリティで10日間過ごすため、彼女らのエネルギーとなりそうな物質の探索を行う。武器は持っておらず、シータからビームサーベルを譲り受ける。ところがピンチになると体が勝手に戦闘を行う「緊急モード」を発動し、大腿部からミサイルを発射できることが判明する。
シータ（綾瀬めぐみ）
テニクスで戦闘部隊の小隊長をしていた戦闘タイプ（グリーンボディ）の機械人間で、軍人らしく生真面目な性格。オーラ同様、単独で空を飛べる。腰部両側面にビームサーベルを収納しているほか、「戦闘モード」が存在し、短時間なら1.5倍のスピードで戦える。

#### 共通キャラクター
ユウ（森沢優）
最初の神殿に現れる体長30cm（ただし由理は15cmほどと見積もっていた）ほどの小さな妖精の姿をした少女。由理・綺やシータそれぞれに状況と勝負の概要を説明する。言わば「大いなる意思」の代弁者であり、フィナリティの人間ではない。オーラ・シータにとってはマザーの代弁者であり、任務についてはマザー特有の周波数の声で指令を下すため彼女たち機械人間は逆らえない。ただし指令以外でその声を使うことはなく、シータは「清めの泉」へ入ることを拒否している。なおオーラは神殿から出てきたシータから司令を聞いたため、オーラシナリオでユウはほとんど登場しない。
ホシイ（星井守）
由理・綺のシナリオ共通で登場。伝説の伝わるほこらを守る神官。ある場所に数百年前の戦いで使われた伝説の武器が封印されていることを由理と綺に伝える。
大いなる意思
OVA版で「未知の大きな力」と呼ばれていたものに相当する。この世界の創造主という意味での「神」に相当し、ユウやマザーを介してその存在が語られる。銀河を丸ごと消せる力があるというが、その存在は抽象的で実態は描かれていない。ただしユウの口からは「人」、「彼」などという人間のような言い回しも見られる。
マザーコンピュータ
通称「マザー」。オーラ・シータのシナリオで登場。2000年前に「大いなる意思」により作り出され、テニクスを管理している。劇中でその姿は背景CG中に描かれており、ホログラフィーの人のような姿が映し出されている。ある任務を名目として2人をフィナリティへ「転送」した。マザーと彼女らは常に通信回線を通じて繋がれているが、フィナリティでの指示は最初にユウが伝えるのみで、マザーは前面に出てこない。しかし2人が決戦スケジュールを無視して由理を殺そうとしたときばかりはマザーが直接2人を制止した。
竜
綺・シータのシナリオで登場。「竜の谷」にて空を飛ぶ乗り物「フライヤー」を守る赤い竜。白いブレスを吐き、フライヤーを狙う者を石に変える。
ベアド
しばしば人を襲う、クマのようなフィナリティの動物。刺のような堅いウロコに覆われているが喉元が弱点。体色は茶色のものと銀色のものがいる。

#### 由理シナリオ
トシオ（大伴俊夫）
リリイに気があり、行方不明となったリリイを探していたときに由理と出会う。猛獣に出くわしたときや、オーラとシータが村を壊滅した際には剣を振るい共闘した（シータシナリオでもわずかに顔を見せる）。後に村の仇を討つため由理の後を追い、由理と同じく伝説の剣を探す。
リリイ（クリィミーマミ）
トシオの村に住む、由理に似た少女。薬草を探しに出てシータと出会った。シータシナリオにも登場するが主に由理シナリオの登場人物であり、名前もこちらで判明。
アイ（早川愛）
リリイの妹。トシオと共にリリイを探す。
ぴーちゃん
プテラという翼竜に似た動物の子ども。名前は由理が名付けたもの。由理を乗せて飛ぶようになる。
伝説の剣
炎のほこらに立ちはだかる、意思を持つ炎の剣。選ばれた者にしか持つことができない。特に邪念を持つ者が触れると火傷する。
ネコ（ノラポジ）
伝説のほこらでわずかに顔を見せたフィナリティのネコ。地球のネコとほとんど変わらない。

#### 綺シナリオ
シンゴ（立花慎悟）
白馬に乗り登場した片田舎の王子。メグを探しているときに綺と出会い、剣の指導を引き受ける。綺が地球で彼氏のように想っていた編集者と横顔が似ているという。
メグ（綾瀬めぐみ）
綺に似た女性。シンゴの気をひくために各所に痕跡を残しながら逃げ回っている。
愛
地球にいた頃に綺の編集者が発掘したもう一人の作家。本編には登場しないが由理のように小柄で守りたくなるタイプという。彼女に嫉妬したことで綺は自暴自棄となった。

#### オーラシナリオ
ミドリ（如月みどり）
村に溶け込めず、山奥に一人で住んでいる少年。機械人間であるオーラを見ても驚かない変わり者。両親は不明で、今はなき祖父に育てられた。祖父が鉱物発掘をしていたため、彼の家の小屋には油を蒸留したり鉱物を精錬したりする機械がある。
テツオ（森沢哲夫）
遠くの村でナツメと共に食べ物屋をしていた男。言い出したら聞かない性格で、「変わった生き物」の噂を聞いて一儲けを考えたことから店を畳んでその生き物を捕まえにやって来た。だが捕獲に失敗し、大怪我を負ってミドリの家に担ぎ込まれる。オーラを見て目の色を変え、その「変わった生き物」に似ていることを告げるが、オーラ自体には驚かない変わり者だった。後にミドリの小屋の機械に興味を持つようになる。
ナツメ（森沢なつめ）
遠くの村でテツオと共に食べ物屋をしていた主婦。暴走しがちなテツオのストッパー役として比較的常識人なのだが、オーラを見てもまったく驚かなかった。
アーオ
OVA版にも登場した機械の馬。人を乗せるときは空を飛んで移動できる。テニクスで作られた馬だが、数百年前の戦いでフィナリティに持ち込まれ、そのまま住み着いた。太陽光発電でテニクスの機械人間に供給可能なエネルギーを生み出すことができ、シータシナリオにもわずかに姿を見せた。名前はナツメが名付けたもの。
ネジ（ノラネガ）
狩りのときにミドリたちに付いてきたフィナリティのネコ。オーラにも懐いている。名前はナツメが名付けたもの。由理シナリオで現れたネコと同じ顔だが、毛並は青い。

#### シータシナリオ
キドコロ（木所隼人）
ある村でシータが出会った法衣姿の男。合理的な考えの持ち主だが、それが災いして臆病で何も実行できないのだという。古い伝説について調べてまわっており、シータに伝説の概要を説明する。
シグマ
テニクスでマザーの破壊を目的とする反乱軍のリーダーをしている機械人間。本編には登場しないがシータたち戦闘員の宿敵である。しかし元はシータたちの部隊長だった男で、アーオの乗り手でもあった。10年前にシータと同じようにマザーから特殊任務を受け、アーオとはぐれて帰ってきた。彼が変わったのはそれからだという。

### スタッフ
- 原作：木所隼人・伊藤和典
- キャラクターデザイン・原画監修・パッケージイラスト：高田明美
- 原画：梶浦紳一郎
- 背景原画：前田千絵
- ゲームデザイン・作画監督・脚本：面谷知志
- グラフィックデザイン：廣之哲哉・直井涼介・前田ひろあき・野田佳孝・杉本則之・面谷知志
- メインプログラム：菊地貞範
- イベントプログラム：松村剛
- コンポーザー：粟田英樹
- 音源ドライバー：PMD
- クリエイティブディレクター：杉本則之
- クリエイティブプロデューサー：H.DAI
- スーパーアドバイザー：Dr. ポチ・スーパースタッフ
- エグゼクティブプロデューサー：滝口雅昭・甲斐真樹・保戸塚聡
- 著作：スタジオぴえろ / 1995 d&d TAKIコーポレーション

### その他
- BGMデータはPMD形式（アーカイブはLZH）であるため、1.2MBのFDを読める環境であれば「FMPMD」などのフリーソフトを使ってBGMのみ試聴できる。
- 本作スタッフの粟田英樹はMML演奏・コンパイル用フリーソフト「SPICE」付属のサンプルデータ（SMC形式）を作成しており、本ゲームのBGM「オーラのテーマ#2」がSPICE本体と共に配布されている。ただし一般的なMIDIファイル(.mid)に変換可能なアレンジ版であり、FM3音+SSG3音を前提に作られたゲーム版BGMと雰囲気はやや異なる。

## 関連作品
- 魔法の天使クリィミーマミ 2人の輪舞（1994年）
  - 同社によるもう1つの、クリィミーマミを題材とするPC-9801シリーズ用ソフト。キャラクターのポーズや表情を編集してオリジナルビデオを作るというデジタル・ピクチャー・アプリケーション。
- 魔法のプリンセスミンキーモモ FANTASTIC・WORLD（1995年）
  - 同社によるもう1つの、同時期の魔法少女アニメを題材とするPC-9801シリーズ用ゲーム作品。本作と同じく、4つのオムニバスストーリーからなるコマンド選択式アドベンチャー。